# Plowman Craven-Madison
Plowman Craven-Madison war ein britisches Radsportteam.
Die Mannschaft besaß 2007 bis 2009 eine Lizenz als Continental Team, mit der sie an den UCI Continental Circuits teilnahm. Sie ging aus einer nationalen Mannschaft hervor. Manager war Simon Barnes, der von den Sportlichen Leitern Garry Beckett, Cherie Pridham und Eddie White unterstützt wurde. Die Mannschaft wurde mit Fahrrädern der Marke Pinnacle ausgestattet. Der Sponsor Plowman Craven ist ein Vermessungsfirma.

## Saison 2009

### Zugänge – Abgänge
| Zugänge                | Team 2008             | Abgänge                    | Team 2009     |
| ---------------------- | --------------------- | -------------------------- | ------------- |
| Thomas Murray          | Pinarello Racing Team | James McCallum             | Endura Racing |
| Stephen Adams          | Neoprofi              | Simon Richardson           | Rapha Condor  |
| Jeroen Janssen         | Neoprofi              | Simon Gaywood              | Unbekannt     |
| Jonathan Tiernan-Locke | Neoprofi              | Alex Higham                | Unbekannt     |
|                        |                       | James Jackson              | Unbekannt     |
|                        |                       | Evan Oliphant (bis 30.06.) | Endura Racing |

### Mannschaft
| Name                   | Geburtstag        | Nationalität           | Team 2010               |
| ---------------------- | ----------------- | ---------------------- | ----------------------- |
| Stephen Adams          | 6. Dezember 1988  | Vereinigtes Königreich | Sigma Sport-Specialized |
| Tom Barras             | 21. Juni 1978     | Vereinigtes Königreich | Team Raleigh            |
| Tony Gibb              | 12. Juli 1976     | Vereinigtes Königreich |                         |
| Jeroen Janssen         | 13. Mai 1984      | Niederlande            |                         |
| James Millard          | 24. April 1981    | Vereinigtes Königreich |                         |
| Jon Mozley             | 1. April 1987     | Vereinigtes Königreich |                         |
| Thomas Murray          | 6. Dezember 1985  | Vereinigtes Königreich | Sigma Sport-Specialized |
| Marc Perry             | 1. Oktober 1986   | Vereinigtes Königreich |                         |
| Jonathan Tiernan-Locke | 26. Dezember 1984 | Vereinigtes Königreich | Rapha Condor-Sharp      |

## Platzierungen in UCI-Ranglisten
UCI Europe Tour
| Saison | Mannschaftswertung | Fahrerwertung        |
| ------ | ------------------ | -------------------- |
| 2009   | 124.               | Evan Oliphant (999.) |

UCI Oceania Tour
| Saison | Mannschaftswertung | Fahrerwertung        |
| ------ | ------------------ | -------------------- |
| 2007   | 7.                 | Gordon McCauley (8.) |
| 2008   | -                  | -                    |
| 2009   | -                  | -                    |